# 1624년
1624년은 월요일로 시작하는 윤년이다.

## 연호
- 명(明) 천계(天啓) 4년
- 후금(後金) 천명(天命) 9년
- 일본(日本) 겐나(元和) 10년 / 간에이(寛永) 원년
- 후 레 왕조(後黎朝) 빈또(永祚) 6년
- 막 왕조(莫朝) 끼엔통(乾統) 32년 / 롱타이(隆泰) 7년
- 네덜란드령 포르모사 친출(莫朝) 끼엔통(乾統) 32년 / 롱타이(隆泰) 7년
- 정성공 출생

## 기년
- 류큐(琉球) 쇼호왕(尚豊王) 4년
- 명(明) 희종 천계제(熹宗 天啓帝) 4년
- 후금(後金) 태조 천명가한(太祖 天命可汗) 9년
- 조선(朝鮮) 인조(仁祖) 2년
- 후 레 왕조(後黎朝) 신종(神宗) 6년

## 사건
- 3월 - 이괄(李适)의 난

## 탄생
- 1월 9일 - 일본의 천황 메이쇼 천황
- 12월 16일 - 조선 인조의 계비 장렬왕후

## 사망
- 4월 1일 - 조선 중기의 무신 이괄